# Вараксино (Тверська область)
Вараксино (рос. Вараксино) — присілок в Конаковському районі Тверської області Російської Федерації.
Населення становить 23 особи. Входить до складу муніципального утворення сільське поселення Завидово.

## Історія
Від 2005 року входить до складу муніципального утворення сільське поселення Завидово.

## Населення
| 2010 |
| ---- |
| 23   |